# Mandariinid
Mandariinid é um filme de drama estoniano de 2014 dirigido e escrito por Zaza Urushadze. Foi indicado ao Oscar de melhor filme estrangeiro na edição de 2015, representando a Estônia.

## Elenco
- Lembit Ulfsak - Ivo
- Giorgi Nakashidze - Ahmed
- Elmo Nüganen - Margus
- Mikheil Meskhi - Nika